# Hendrick Bloemaert

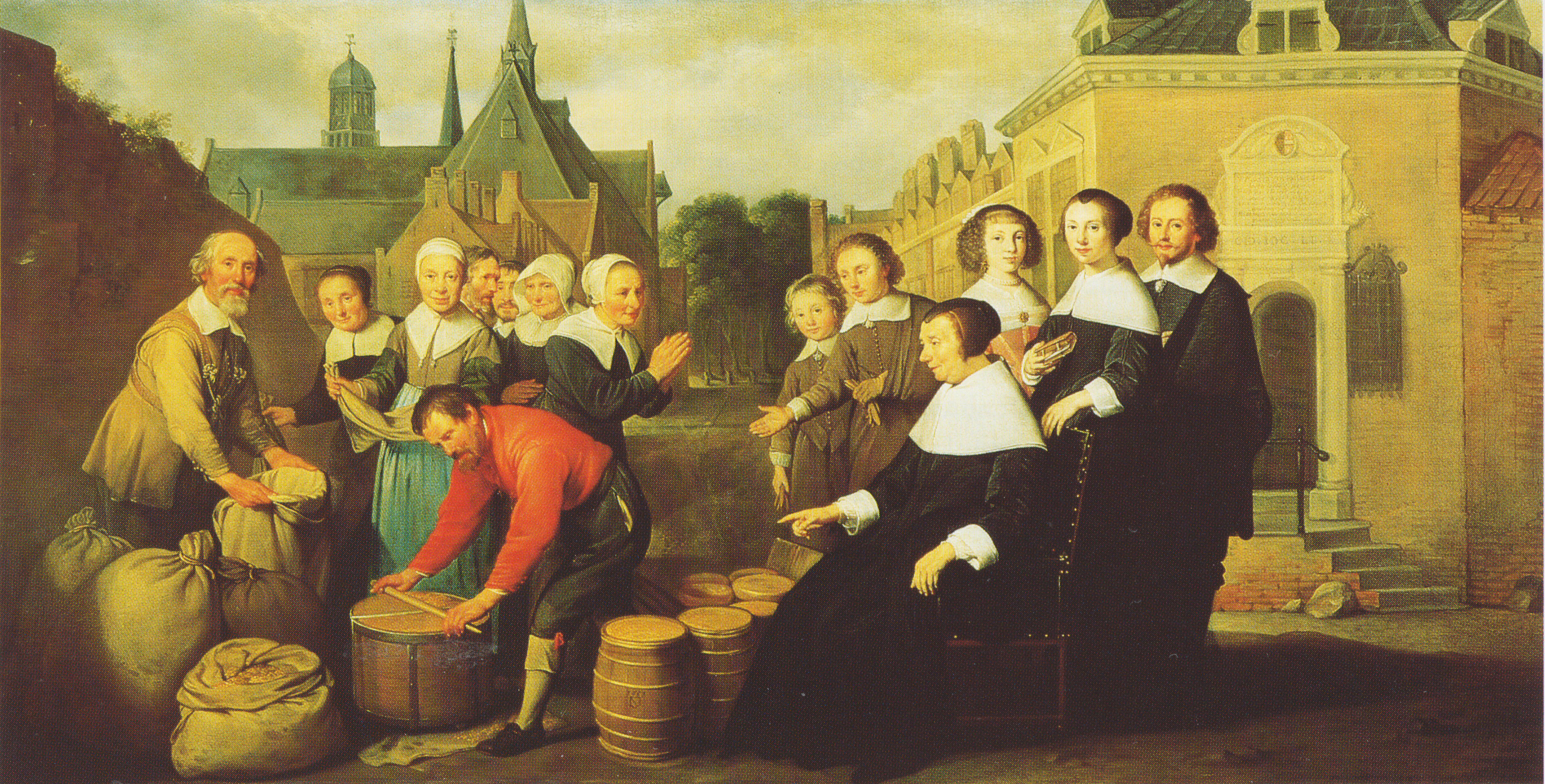
Reparto a los pobres por María van Pallaes, firmado y fechado Henr. Bloemaert fe: An.º 1657, óleo sobre lienzo, 90,7 x 178,7 cm, Utrecht, Centraal Museum.

Hendrick Bloemaert (Utrecht, c. 1601/1602 – 1672) fue un pintor barroco neerlandés, hijo mayor de Abraham Bloemaert.

## Biografía
Nacido en Utrecht, hijo de Abraham Bloemaert, impulsor de la escuela de Utrecht, con quien se formó, y hermano mayor de Cornelis Bloemaert. En febrero de 1627 junto con Paulus Moreelse y Thomas Knyf firmó un documento en Roma, que es el único testimonio de su presencia en la Ciudad Eterna, a la que pudo llegar un año antes. En 1630 se encontraba de nuevo en Utrecht, donde en 1631 contrajo matrimonio con Margaretha van der Eem, hija de un abogado. Entre 1630 y 1632 ingresó en el gremio de San Lucas del que fue elegido decano en varias ocasiones, la primera de ellas en 1643.
Pintor de retratos y retratos de grupo —Reparto a los pobres por María van Pallaes fundadora del hospicio llamado de las XII Cámaras, retratada con sus hijos-, de escenas de género —muy a menudo con una sola figura de medio cuerpo o de tres cuartos, como el Cocinero del Centraal Museum-, y de motivos historiados, incluyendo los asuntos evangélicos y mitológicos, Hendrick Bloemaert cultivó también la poesía y en 1650 –o 1656- salió publicada en Utrecht su traducción en verso del drama pastoril de Giovanni Battista Guarini, Il pastor Fido, seguida en 1670 de la traducción de L’Annibale in Capua de Nicolò Berengan.